# Норт-Вікі-Вачі (Флорида)
Норт-Вікі-Вачі (англ. North Weeki Wachee) — переписна місцевість (CDP) в США, в окрузі Ернандо штату Флорида. Населення — 9131 особа (2020).

## Географія
Норт-Вікі-Вачі розташований за координатами 28°33′41″ пн. ш. 82°33′10″ зх. д. / 28.56139° пн. ш. 82.55278° зх. д. (28.561456, -82.552686).  За даними Бюро перепису населення США в 2010 році переписна місцевість мала площу 39,80 км², з яких 36,32 км² — суходіл та 3,49 км² — водойми.

## Демографія
Згідно з переписом 2010 року, у переписній місцевості мешкали 8524 особи в 3747 домогосподарствах у складі 2634 родин. Густота населення становила 214 осіб/км².  Було 4460 помешкань (112/км²).
Расовий склад населення:
| - 94,1 % — білих - 2,3 % — чорних або афроамериканців - 0,8 % — азіатів - 0,3 % — корінних американців - 1,1 % — осіб інших рас |

До двох чи більше рас належало 1,4 %. Частка іспаномовних становила 8,3 % від усіх жителів.
За віковим діапазоном населення розподілялося таким чином: 15,7 % — особи молодші 18 років, 51,8 % — особи у віці 18—64 років, 32,5 % — особи у віці 65 років та старші. Медіана віку мешканця становила 54,8 року. На 100 осіб жіночої статі у переписній місцевості припадало 96,7 чоловіків;  на 100 жінок у віці від 18 років та старших — 94,7 чоловіків також старших 18 років.
Середній дохід на одне домашнє господарство  становив 63 231 долар США (медіана — 46 927), а середній дохід на одну сім'ю — 71 292 долари (медіана — 55 148). Медіана доходів становила 50 043 долари для чоловіків та 33 063 долари для жінок. За межею бідності перебувало 10,4 % осіб, у тому числі 13,6 % дітей у віці до 18 років та 5,6 % осіб у віці 65 років та старших.
Цивільне працевлаштоване населення становило 2850 осіб. Основні галузі зайнятості: освіта, охорона здоров'я та соціальна допомога — 23,9 %, роздрібна торгівля — 15,1 %, виробництво — 9,7 %, мистецтво, розваги та відпочинок — 9,4 %.